# V2Ray
V2Ray，是以及其社区团队开发的下反审查工具。是一个工具集合，号称可以帮助其使用者打造专属的基础通信网络。的核心工具称为，其主要负责网络协议和功能的实现，与其它通信。可以单独运行，也可以和其它工具配合，以提供简便的操作流程。开发过程主要使用Go语言，采用MIT許可證并开放源代码。
在中国大陆，本工具广泛用于突破防火长城，访问被其封锁和屏蔽的内容。

## 运行原理
V2Ray的运行原理与其他代理工具基本相同，使用特定的中转服务器完成数据传输。例如，用户无法直接访问Google，YouTube等网站，但代理服务器可以访问，且用户可以直接连接代理服务器，那么用户就可以通过特定软件连接代理服务器，然后由代理服务器获取网站内容并回传给用户，从而实现代理上网的效果。服务器和客户端软件会根据不同协议，要求用户提供一定的参数，如UUID、密钥、加密方式等，双方一致后才能成功连接（VMess协议能够自适应客户端采用的加密方式）。连接到服务器后，客户端会在本机构建一个本地Socks5代理（或VPN、HTTP、透明代理等）。浏览网络时，客户端通过这个Socks5（或其他形式）代理收集网络流量，然后再经混淆加密发送到服务器端，以防网络流量被识别和拦截，反之亦然。V2Ray 定位为一个平台，任何开发者都可以利用 V2Ray 提供的模块开发出新的代理软件。

## 主要特性
- 多入口多出口：一个V2Ray进程可并发支持多个入站和出站协议，每个协议可独立工作。
- 定制化路由：入站流量可按配置由不同地出口发出。轻松实现按区域或按域名分流，以达到最优的网络性能。
- 多协议支持：V2Ray 可同时开启多个协议支持，包括Socks、HTTP、Shadowsocks、VMess、Trojan和VLESS等。每个协议可单独设置传输载体，比如TCP、mKCP和WebSocket等。
- 隐蔽性：采用VMess、VLESS和Trojan协议的节点可以伪装成正常的网站（HTTPS），将其流量与正常的网页流量混淆，以避开第三方干扰。
- 反向代理：通用的反向代理支持，可实现内网穿透功能。
- 多平台支持：原生支持所有常见平台，如Windows、macOS和Linux，并已有第三方支持移动平台。

## 历史事件

### 专利事件
北京理工大學教授罗森林和兩名学生王帅鹏、潘丽敏，于2019年3月25日申请名為「基于长短期记忆网络的V2ray流量识别方法」的专利。2019年10月25日，该专利的法律状态修改为“发明专利申请公布后的撤回”。
V2Ray项目组表示，专利并不会保证方法的有效性，专利仅仅是保护方法本身。其次，该专利的描述存在一些问题：
1. 专利中提到：「V2ray服务端与客户端进行每次通信时需要预先交换密钥，因而每次通信较为靠前的数据包具有显著特征」。实际上，VMess 协议并不存在「预先交换密钥」这个步骤。即使将 V2Ray 与需要进行「预先交换密钥」的协议配合使用，那么进行「预先交换密钥」时的数据包也不会有 V2Ray 的数据特征，因为此时还没有开始发送有效数据，即使有特征也是配合使用的协议的特征。
2. 专利中将 V2Ray 拼写成了 V2ray。

### 原作者失踪
2019年2月，V2Ray项目创始人Victoria Raymond突然消失，其Twitter、Telegram以及知乎停止更新。
原作者的Github账号依然保持更新直到2019年11月最后一次提交commits。

## 衍生项目

### Project X
2020年11月，因为开源许可证等原因XTLS被V2Ray社区从V2ray core移除，VLESS及XTLS的作者和支持者基于V2Ray另行组建了Project X 组织，开发了基于V2Ray的衍生版本Xray。该軟體完全相容V2Ray的設定檔和传输协议，由于Project X社区非常活跃，大部分新版图形化用户端已支持Xray。

### V2Fly
由开源社区在原作者失踪后重组成立。

### 由V2Ray衍生的图形客户端
由于V2Ray、Xray项目本身开源，所以在GitHub等网站上有兼容或包含V2Ray、Xray核心而开发的图形化代理客户端，如
- Qv2ray - 使用Qt/C++开发的兼容多种平台和多种协议的代理客户端

- SagerNet - 包含v2ray-core的Android代理客户端，并能通过添加插件支持Brook、Hysteria、Naive、Mieru等多种代理协议

- AnXray - 包含xray-core的Android代理客户端

- v2rayNG - 包含v2ray-core和xray-core的Android代理客户端

- v2rayN - 包含v2ray-core和xray-core的Windows代理客户端

## 评价
《南华早报》的一篇报道中称，V2Ray是中国许多人访问全球互联网的可靠方法，这些用户或是精通技术，或是订阅了付费的服务；V2Ray也是Shadowsocks的精神继承者，而对个人域名和TLS的支持是对Shadowsocks的一种进步，这些特性可以将流量伪装成訪問未被封锁的网站。